# Gamil
Gamil is een plaats (freguesia) in de Portugese gemeente Barcelos en telt 838 inwoners (2001).

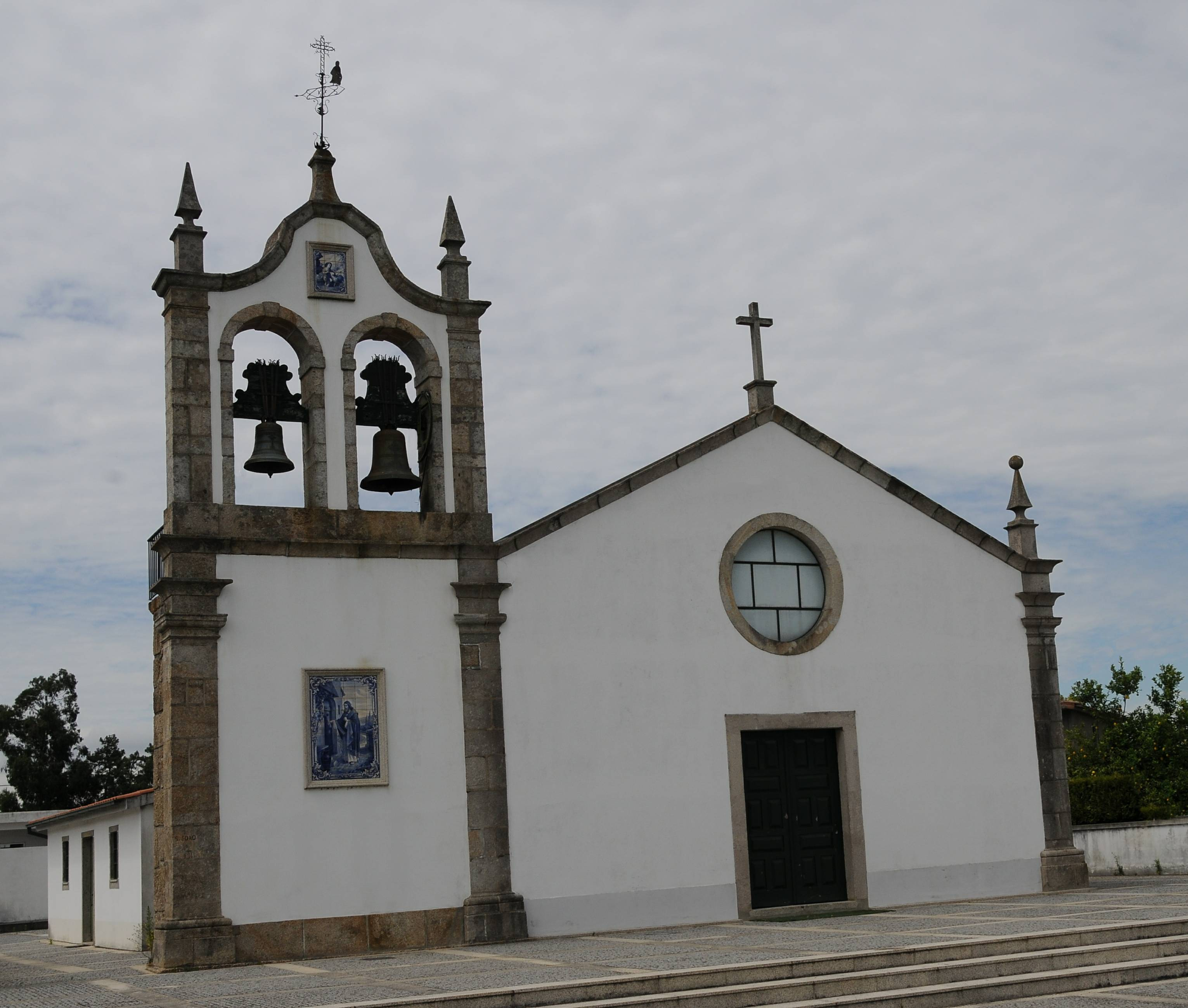
Kerk van Gamil

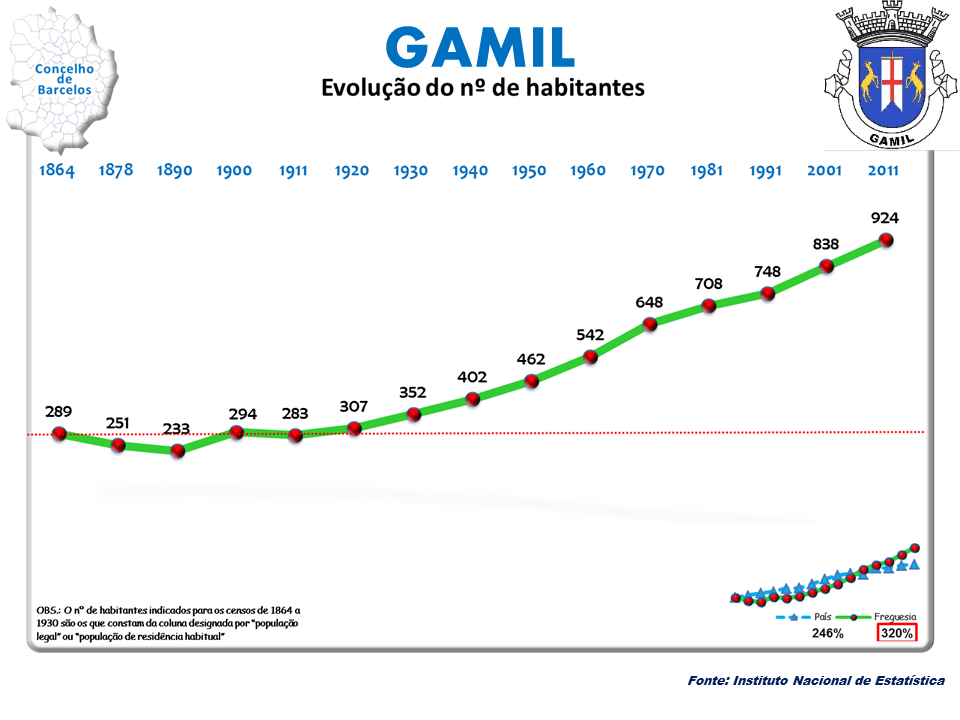
Bevolkingsontwikkeling tussen 1864 en 2011